# 霍诺斯
霍诺斯（英語：Honos）。古罗马人所信奉的神灵之一，在古罗马神话中，它代表荣耀与正义。因为其独特地表现性而常见于古典时代的艺术家所创作的作品之中。